# 徐氏住宅
徐氏住宅位于扬州市广陵区南河下88号，建于清代，系清末民初名人徐宝山住宅，大量使用楠木作为梁架、天花及栏杆的建筑材料。徐氏住宅列为扬州市文物保护单位。